# 貝諾法王

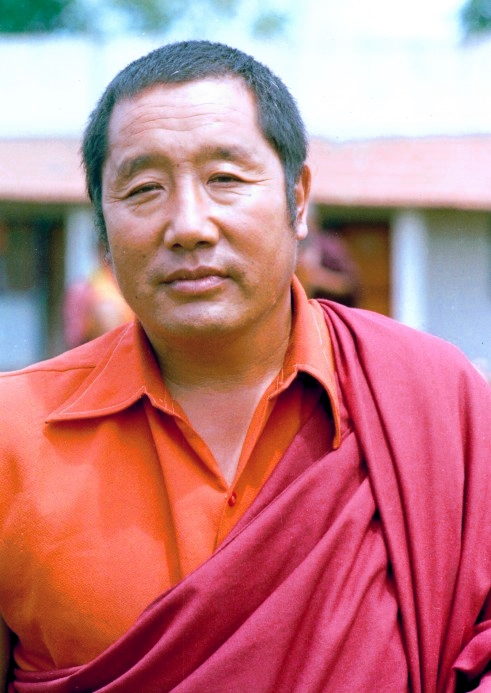
貝諾法王
攝影師：Chris Fynn，攝於1981年

第三世卓望貝瑪諾布仁波切（藏語：པདྨ་ནོར་བུ་，威利转写：pad ma nor bu；1932年—2009年3月27日），華人通稱為貝諾法王，為藏傳佛教寧瑪巴（俗稱「紅教」）白玉派第十一代掌教領袖。於藏曆水猴年十二月（西元1932年）出生於东藏康波沃地區，父亲叫做苏南久美，母亲叫做宗吉。於藏區接受完整藏傳佛教訓練。貝諾法王為著名大圓滿教法成就者，其被認證為無垢友轉世，同時也是釋尊時代金剛手菩薩再來的化身。

## 外部連結
- 貝諾法王簡傳（繁體中文）